# Erich Egerland
Erich Egerland (* 27. März 1907 in Berlin; † 1. Februar 1945 im KZ Sachsenhausen) war ein deutscher Kommunist und Widerstandskämpfer gegen den Nationalsozialismus.

## Leben
Erich Egerland wurde in der Tempelhofer Vorstadt (heute Berlin-Kreuzberg) geboren und wuchs in einem kleinbürgerlichen Elternhaus auf. Die Familie zog im August 1909 nach Mariendorf. Als junger Mann schloss sich Egerland 1925/26 zunächst anarchistischen Kreisen um Ernst Friedrich – Gründer des Anti-Kriegs-Museums – an, bevor er 1927 Mitglied des KJVD und der KPD wurde. Bereits während der Weimarer Republik wurde Egerland vor Gericht gestellt, da er am 1. Mai 1929 bei einem von der Polizei verbotenen Demonstrationszug die rote Fahne vorangetragen hatte.
Egerland heiratete Frieda Kollberg und zog Anfang 1932 zuerst nach Marienfelde, dann Anfang 1933 – nachdem die gemeinsame Tochter Edith geboren worden war – zurück nach Mariendorf.
Als aktiver Funktionär der KPD wurde der inzwischen als Büroangestellter tätige Egerland am 5. März 1933 von der SA verhaftet. Nach schweren Misshandlungen in einem SA-Keller wurde er wieder freigelassen. Auch nach seiner Haftentlassung setzte Egerland den illegalen Kampf gegen das NS-Regime fort. Um nicht erneut verhaftet zu werden, musste er Ende 1934 Deutschland verlassen und in die Tschechoslowakei emigrieren.
Von Prag aus kehrte er mehrmals als Instrukteur der KPD illegal nach Berlin zurück, um hier wirkenden Widerstandsgruppen notwendige Informationen zu übermitteln und zu unterstützen. Nach der Besetzung der Tschechoslowakei durch deutsche Truppen wurde Egerland 1939 erneut festgenommen und zu zwei Jahren und drei Monaten Zuchthaus verurteilt. Im Herbst 1941 kam er in das KZ Sachsenhausen, wo er wegen „Zersetzung der Wachmannschaften“ am 1. Februar 1945 von der SS erschossen wurde.